# Skagen Designs
Skagen Designs ist ein dänisch-US-amerikanisches Unternehmen, das Designer-Uhren, Schmuck und Sonnenbrillen herstellt. Das Unternehmen wurde 1989 gegründet. Neben der Zentrale im US-amerikanischen Reno, Nevada, befinden sich weitere Firmenhauptsitze in der Albertslund Kommune bei Kopenhagen in Dänemark und in Hongkong.
Gegründet wurde das Unternehmen von Henrik und Charlotte Jorst, einem dänischen Ehepaar, das 1986 aus beruflichen Gründen nach New York zog, da Henrik Jorst US-Verkaufsleiter der dänischen Brauerei Carlsberg wurde. 1989 gründete das Ehepaar sein eigenes Unternehmen und verkaufte zunächst Produkte verschiedener dänischer Uhrenhersteller, unter anderem Uhren des berühmten Designers Jacob Jensen, der vor allem für seine Arbeit für Bang & Olufsen bekannt ist.

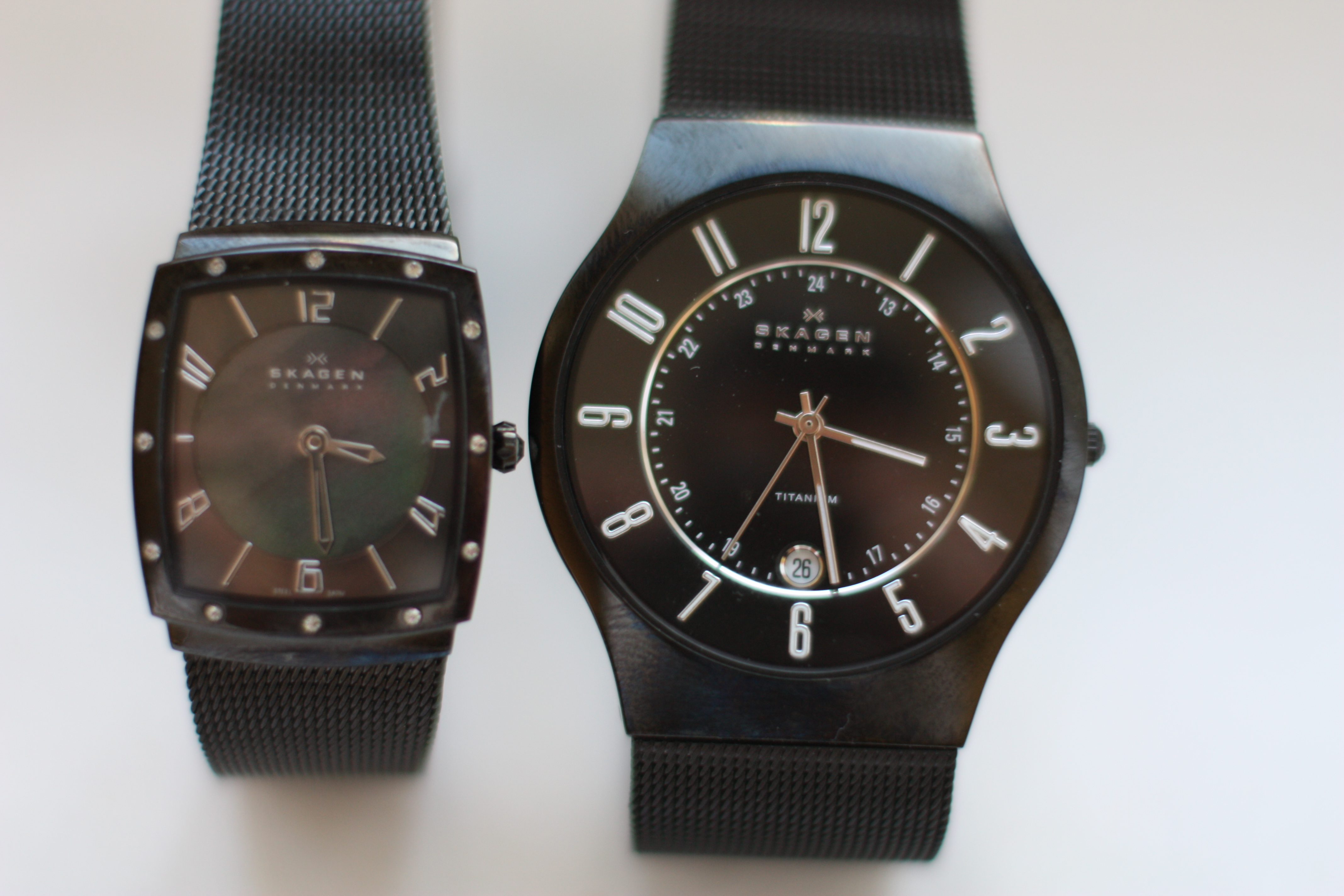
Damenuhr und Herrenuhr von Skagen

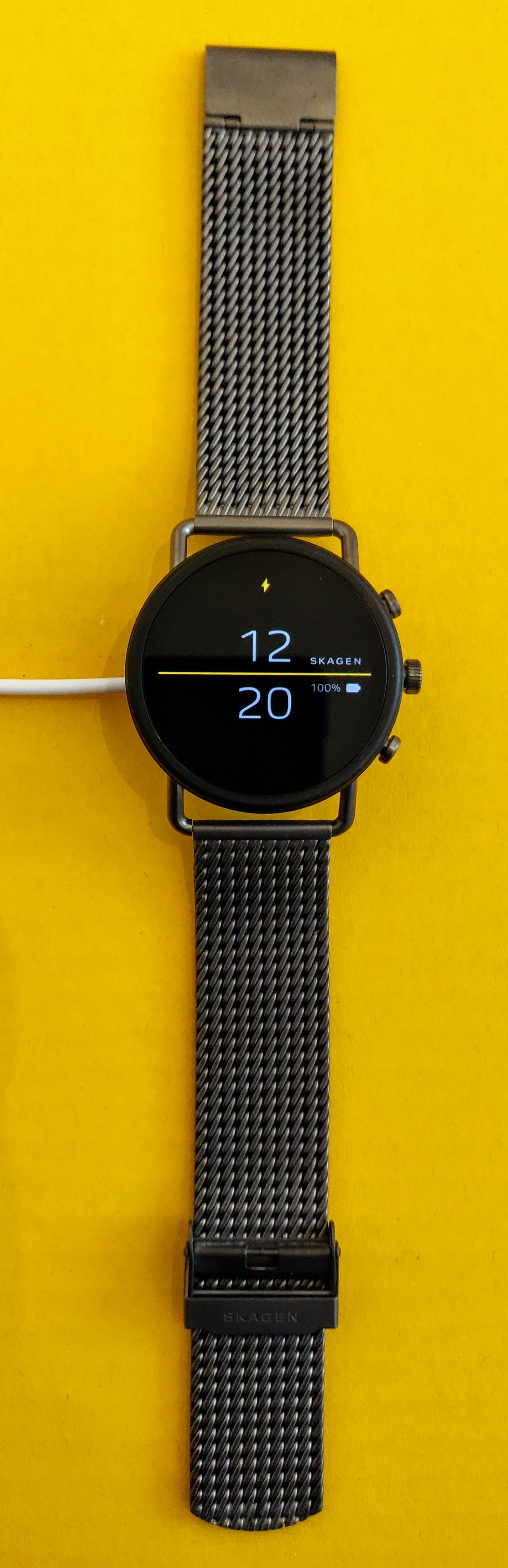
Smartwatch Skagen Falster 3

Ab Anfang der 1990er Jahre begann man mit der Herstellung eigener Uhren. Nach der Präsentation verschiedener Modelle auf der New York Premium and Incentive Show im Frühjahr 1991 verkauften die Jorsts die Uhren erstmals unter dem Namen Skagen Denmark, benannt nach dem norddänischen Fischer- und Ferienort Skagen. Das Logo bezieht sich auf das Zusammentreffen der Wellen von Nord- und Ostsee an der Küste des Ortes. In den folgenden Jahren stiegen die Verkaufszahlen in die Höhe. 1998 wurden erste Filialen in Dänemark eröffnet. Ein Jahr später begann der Verkauf im Vereinigten Königreich und in Deutschland. Nachdem der europäische Markt erschlossen worden war, begann man mit dem Verkauf in Asien und Australien. Skagen Designs hat sich seitdem zu einem weltweit ansässigen Unternehmen entwickelt.
Mitte Januar 2012 gab das US-amerikanische (auf das Design, die Produktion, das Marketing und die Distribution von Fashion-Accessoires spezialisierte) Unternehmen Fossil bekannt, dass es Skagen und einige seiner Tochtergesellschaften für rund 225 Millionen US-Dollar (rund 175 Millionen Euro) übernehmen werde. Im Gegenzug erhält Skagen 150.000 Fossil-Aktien des Stammkapitals.